# Biełaruski hołas
Biełaruski hołas (biał. cyr. Беларускі голас; niem. Weissruthenische Stimme) – kolaboracyjne pismo drukowane podczas II wojny światowej. Gazeta była publikowana w latach 1942–1944 roku w okupowanym Wilnie. Drukowana w drukarni „Švyturys”, a redakcja mieściła się przy ul. Giedymina 4.
Ukazywała się co tydzień po białorusku (łacinką białoruską). Publikowano w niej komunikaty wojenne z frontów II wojny światowej, przemowy przywódców III Rzeszy, wiadomości międzynarodowe, artykuły i felietony o życiu Białorusinów pod okupacją niemiecką, kulturze i historii Białorusi, czy działalności białoruskich organizacji narodowych, a także propagandowe teksty o charakterze proniemieckim i antyradzieckim. Zamieszczano ponadto przeglądy wybranych tytułów białoruskiej prasy kolaboracyjnej. Ogółem do 1944 r. wyszły 122 numery pisma.
Funkcję redaktora naczelnego pełnił do śmierci Franciszak Alachnowicz. Opublikował w nim krótki szkic ze swoich „Wspomnień wileńskich”. Redaktorem pisma był również Bronisław Taraszkiewicz.
Gazeta była rozprowadzana poza Wilnem i Wileńszczyzną – świadczą o tym odpowiedzi na różne prośby ludzi z innych miejsc – zakup publikacji, wysyłanie ich, poszukiwanie osób. Do gazety zgłaszali się także ludzie z najbardziej wysuniętych na wschód regionów Białorusi. Gazeta aktywnie współpracowała z innymi ówczesnymi wydawnictwami, takimi jak „Ranica” (Berlin), „Mienskaja hazieta”, „Hołas wioski” (Mińsk), a od 1943 roku rozpoczęła się ścisła współpraca z litewskim „Naujoji Lietuva”.
Na ośmiu stronach tygodnika były zamieszczone informacje o różnorodnej tematyce. Na pierwszych stronach każdego numeru były zamieszczone informacje ze świata, które zawierały informacje o walkach na różnych frontach, przesłania Führera i innych przywódców III Rzeszy, klęskach żywiołowych i in. Wydarzenia militarne zamieszczano w rubryce „Wajna za minuły tydzień”. Ponadto tygodnik porusza kwestie spraw bliżej związanych z Białorusią, które są opisane w rubrykach „Z usich kutkoŭ Biełarusi”, „Hihiena i zdaroŭje”, „Haspadarczyja parady”, „Žarty”, „Biełaruskaje žyccjo ŭ Latvii”, „Relihijnyja sprawy”. Publikowano także, które pojawiały się bardzo rzadko wyłącznie w kilku wydaniach w postaci serii artykułów – „Fiel’ieton”, „Wolnaja trybuna”, „Za čyšciniu rodnaj mowy”, „Raskazy z historyi biełarusi”, „Filasoŭskija razważanni”, „Relihijnaje žyccjo”. Drukowano również materiały o egzekucjach w Katyniu.